# 长叶远志
长叶远志（学名：Polygala longifolia）为远志科远志属下的一个种。

## 扩展阅读
- 維基物種上的相關：长叶远志